# Río Zahuil
El río Zahuil es un curso natural de agua que fluye en el sector lacustre de la comuna de Panguipulli, en la Región de los Ríos, Chile. El río es afluente del lago Panguipulli y como tal una de las fuentes naturales de truchas para el lago. El río es fuente de agua para cultivos de la región uniédose aguas abajo con el río Huanehue continuando el abastecimiento de agua campecina y caudal para la Central hidroeléctrica Pullinque.

## Trayecto
El río Zahuil nace al sur del Lago Pullinque a partir del deshielo cordillerano y aguas provenientes de la laguna Gualalafquen y la unión de los ríos precordilleranos Mañío y Panco, en esta parte el río Zahuil fluye de sureste a noroeste, pasando próximo a la localidad de Cayumapu.